# 垂見健吾
垂見 健吾（たるみ けんご、1948年（昭和23年） - ）、沖縄県那覇市在住、沖縄の自然や、島の人々の生活を中心に撮影するフリーカメラマン。長野県出身。
桑沢デザイン研究所デザイン科を中退後、山田脩二に師事する。以後、文藝春秋写真部を経てフリーランスとなる。日本トランスオーシャン航空機内誌である『Coralway』を30年担当、現在も撮り続けている。数々の写真集や、作家との共著にて、主に沖縄の島々の風景や人々を記録し続けている。「南方写真師」の肩書きを持つ。池澤夏樹、椎名誠、中村征夫、佐藤秀明、高砂淳二、よしもとばなな、高良倉吉、三枝克之と交流が多い。

## 著作・テレビ出演
- 琉球人の肖像
- 沖縄いろいろ事典 ISBN 978-4106020032（ナイチャーズ各人の共著）
- 波のむこうの隠れ島 ISBN 978-4103456131（椎名誠との共著）
- 神々の食 ISBN 978-4163597003（池澤夏樹との共著）
- いのちの響（現在放送ライブラリー施設内にて閲覧可能）[1]
- 風に聞いた話―竜宮の記憶 ISBN 4048839950（三枝克之との共著）
- ペンギン夫婦がつくった石垣島ラー油のはなし ISBN 4838719000（辺銀愛理との共著）
- クジラが見る夢 ジャック・マイヨールとの海の日々（1994年、著:池沢夏樹、写真:高砂淳二、垂見健吾）